# Coppet
Pour les articles homonymes, voir Coppet (homonymie).
Coppet est une commune suisse du canton de Vaud, située dans le district de Nyon, au bord du lac Léman.

## Géographie

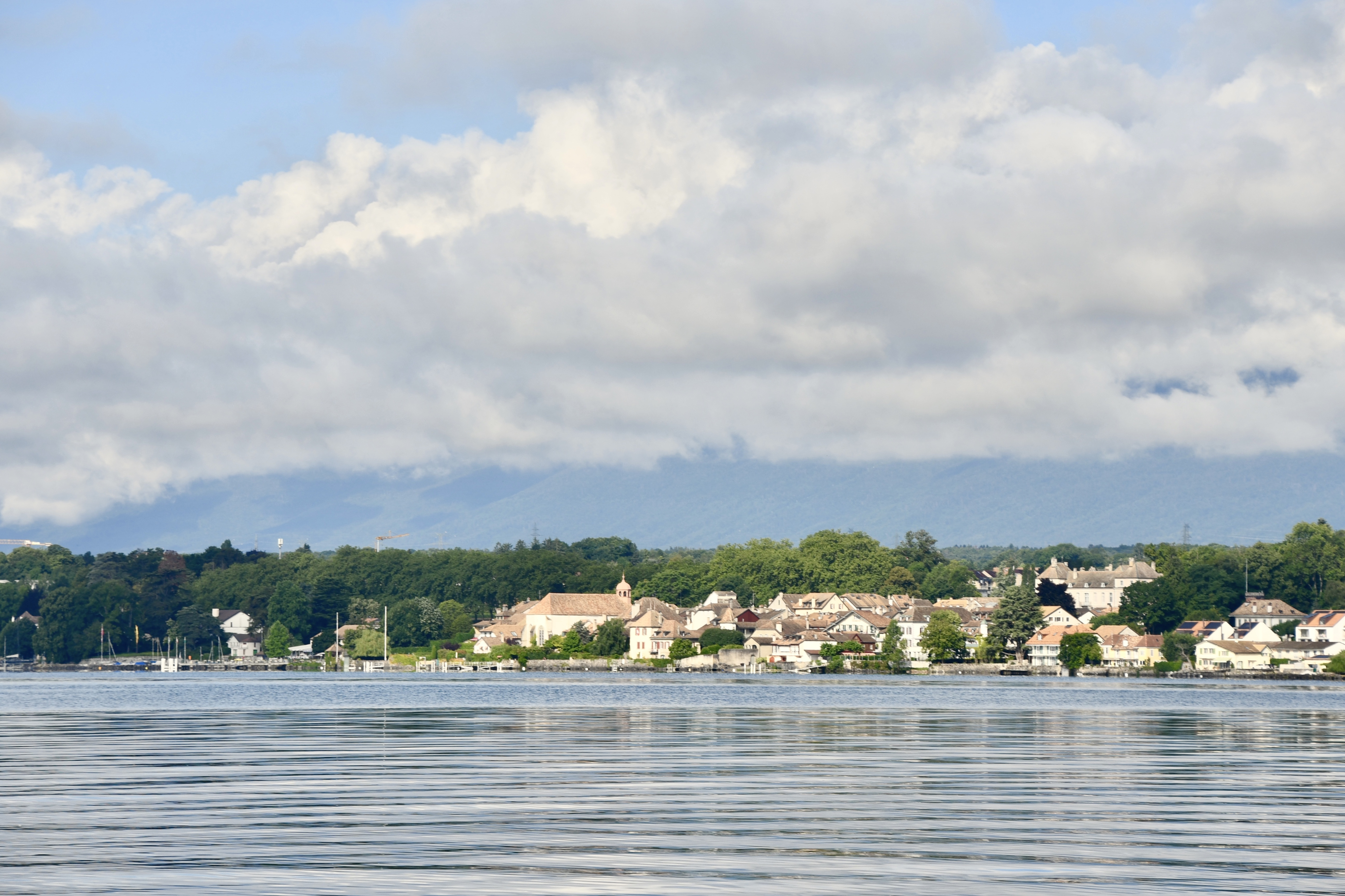
Coppet vue du lac.

Coppet se situe sur la rive droite du Léman. Elle fait partie de la région de Terre Sainte.

## Population

### Gentilé
Les habitants de la commune se nomment les Copétans, ou les Coppétans,.

### Démographie
La commune compte 3 206 habitants au 31 décembre 2022, pour une densité de population de 1 714 hab./km2 .

## Histoire

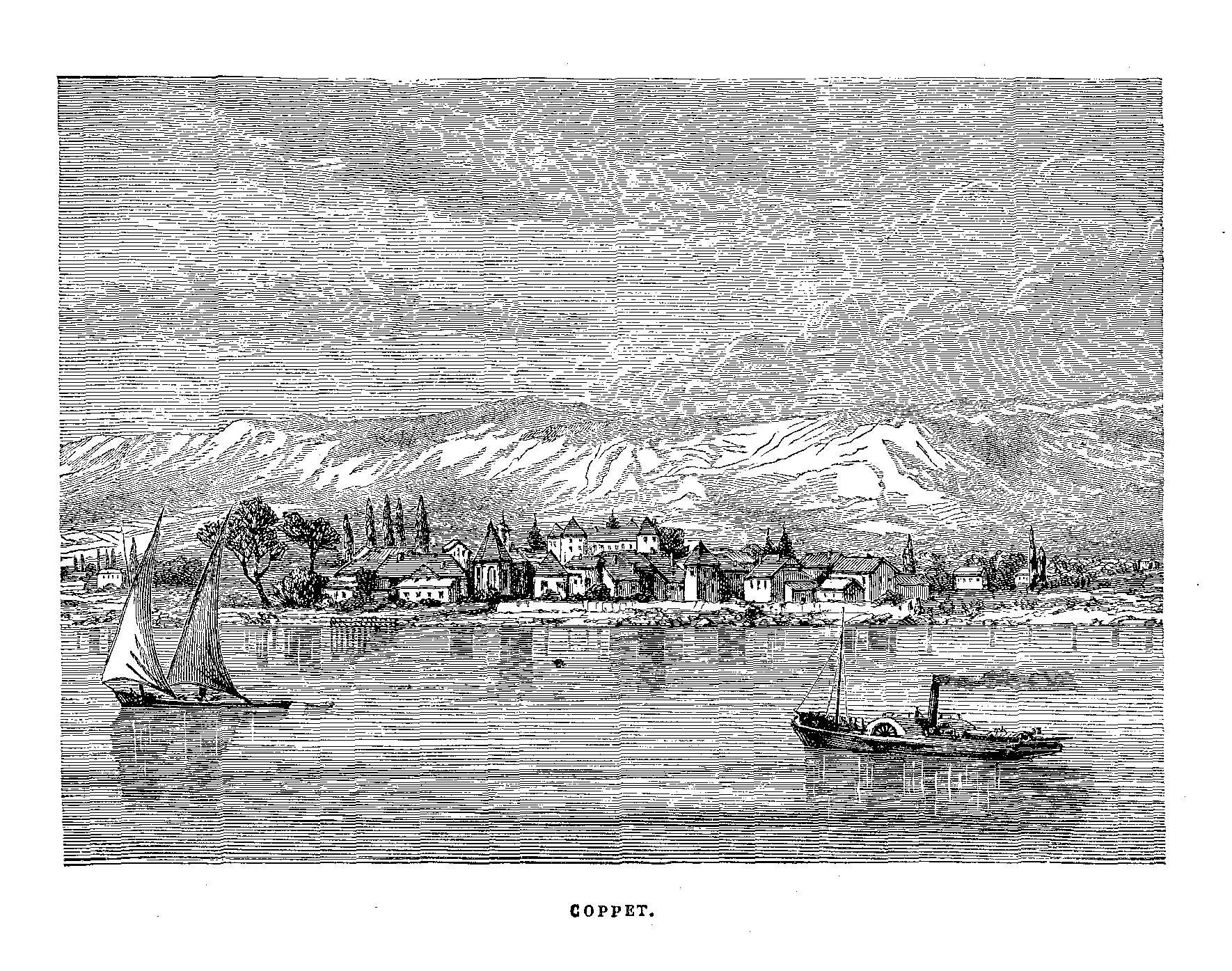
Coppet au XIXe siècle, gravure.

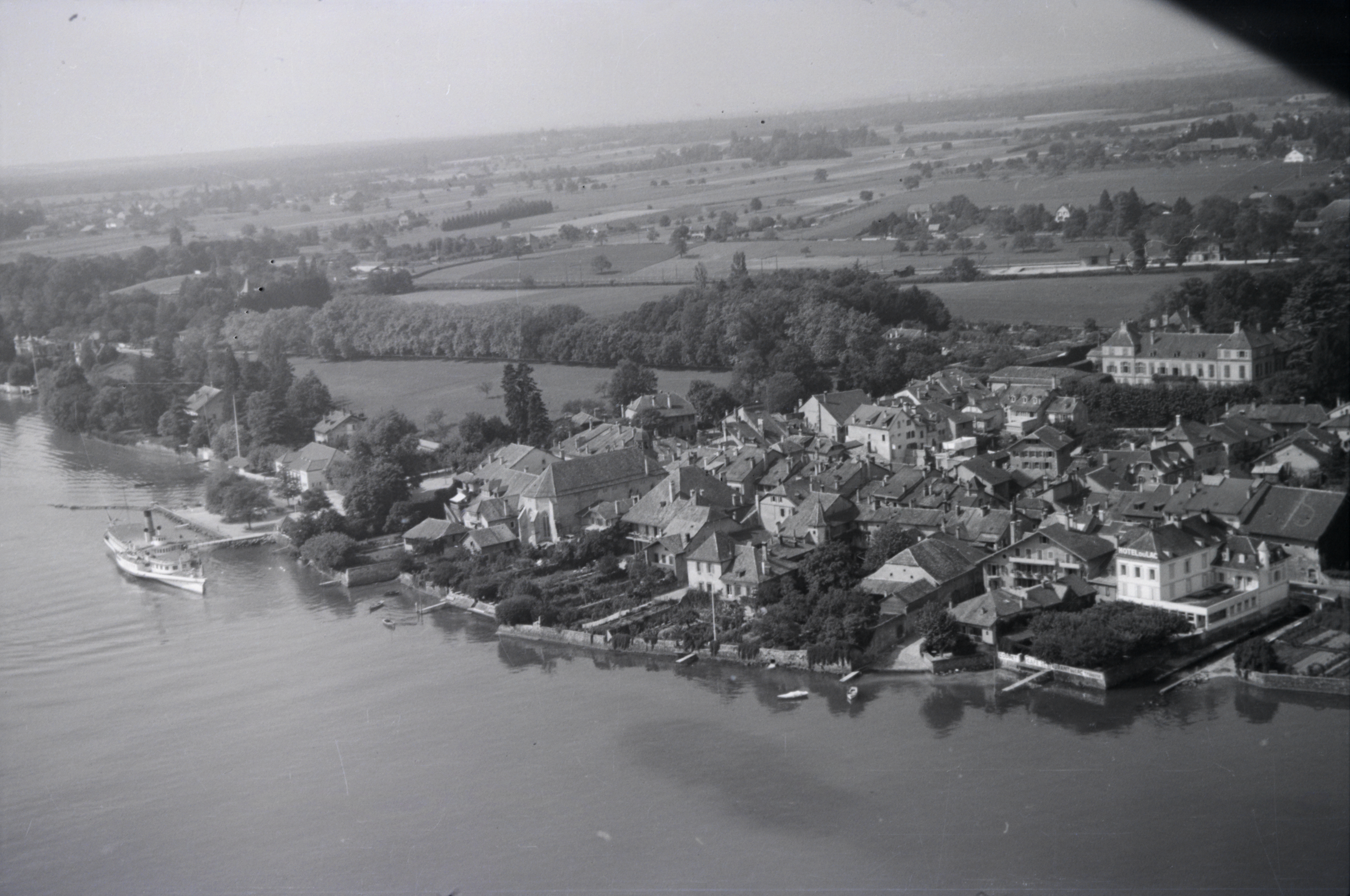
Vue aérienne par Walter Mittelholzer (1935).

Coppet est une « ville neuve » d'origine médiévale dont la fondation, vers 1280, remonte à Humbert IV de Thoire et Villars. Il s'agit là de l'unique création lémanique de cette puissante famille de seigneurs du Haut-Bugey et de Dombes (à plus de cent kilomètres de Coppet, dans l'Ain) et révèle une ambition extraordinairement audacieuse (en définitive malheureuse), qui s'appuie aussi sur la possession depuis 1271, par ces mêmes seigneurs, des bourgs d’Aubonne, de Commugny et d'Hermance. Cette fondation s’inscrit dans la politique anti-savoyarde des seigneurs du Faucigny, des Dauphins et des comtes de Genève, ainsi que des évêques de Lausanne et de Genève, et enfin des grands seigneurs vaudois. Le château est mentionné en 1284, et la ville est dotée de franchises indirectement attestées en 1323 et confirmées en 1347.
Au départ, la terre de Commugny, sur laquelle sera fondée la ville de Coppet, relève des chanoines de Saint-Maurice qui la cèdent au comte Pierre II de Savoie (1203-mai 1268) en 1257. La veuve de ce dernier, la comtesse Agnès († en août 1268), lègue, avec Aubonne, à leur fille Béatrice de Faucigny (v. 1234/1237-1310), qui cède à son tour vers 1271 Aubonne, Commugny, Coppet, plus Hermance, à sa tante maternelle Béatrice de Faucigny (°v.1210-† ap. le 8 mars 1276), veuve d'Etienne II de Thoire-Villars (°1200-† 1248). Humbert IV de Thoire-Villars (°1255-† le 14 mai 1301), le fondateur de Coppet, est le petit-fils de Béatrice et Etienne II.
La succession des Thoire et Villars et surtout des Alleman se révélant difficile, on assiste à de multiples changements de seigneurs de 1364 à 1427 : notamment les Al(l)eman/Al(l)amand, seigneurs de Valbonnais en Dauphiné, installés à Coppet par le mariage d'Agnès de Villars (fl. 1323, 1328), fille d'Humbert IV, avec Guillaume d'Alleman-Valbonnais, chevalier. Les deux frères Humbert et Hugues Alleman succèdent à leurs parents Guillaume et Agnès de Villars, et les divisions se multiplient :
- Constance Alaman, fille d'Hugues, transmet en 1357 ses droits sur Aubonne, Commugny et Coppet à son mari Guillaume de La Baume († 1360), baron de l'Abergement, sgr. de Valusin et du Mont-Saint-Sorlin, sgr. de Mont-le-Vieux en 1359, suivi de leur fils le maréchal Jean (Ier) de La Baume († 1435). Vente en 1365 d'Aubonne et Coppet à Guillaume de Grandson, suivi de son fils Othon III (v. 1340/1350-1397 ; mari de Jeanne Allaman, cousine germaine de Constance).
- Eléonore et Jeanne/Jeannette Alaman, filles d'Humbert, ont aussi des droits, accrus d'ailleurs par un legs de leur oncle Hugues et transmis à Othon III de Grandson car il est le mari de Jeannette Allaman. Mais Othon, accusé calomnieusement de la mort du comte Rouge en 1391, voit ses biens confisqués, et le jeune comte Amédée VIII (1383-1451) vend Aubonne et Coppet à Rodolphe IV de Gruyère (1350-1403 ; marié à Marguerite de Grandson, une tante d'Othon III et sœur de Guillaume), et Commugny à Jean de La Baume. Mais Rodolphe de Gruyère devient vite le seigneur unique de toutes ces terres, suivi de son petit-fils Antoine de Gruyère (v. 1395-v. 1434).
- Cependant la veuve d'Othon III, Jeannette Al(l)aman, rentre en grâce auprès d'Amédée VIII qui la reconnaît dame légitime d'Aubonne et de Coppet et se fait remettre les droits sur ces seigneuries en échange d'une rente servie à ladite Jeanne Alaman (2 octobre 1404). Puis l'accord du 17 mars 1425 donne Coppet et Commugny au duc Amédée tandis qu'Aubonne reste à Antoine, comte de Gruyère.
- Coppet est ensuite cédé par le duc Amédée à son maréchal de Savoie, Manfred de Saluces (v. 1395-1435), suivi par sa veuve Françoise de Montmayeur (fl. 1461) et leur fille Amédéaz, femme d'Armand vicomte de Pollogny, qui vend le 14 janvier 1484 à Amédée III de Viry.

Avec Amédée III de Viry, sire de Mont-le-Vieux, acquéreur de Rolle en 1455 et de la seigneurie copétane en 1484, Coppet retrouve une certaine stabilité, et devient une baronnie le 20 ou le 30 novembre 1484, avec Rolle et Mont-le-Vieux, sous le duc Charles. En 1519 et encore en 1539, le baron est Michel de Viry, fils d'Amédée IV et petit-fils d'Amédée III de Viry ; puis Jean-Amédée de Beaufort-Salagine l'acquiert entre 1543 et 1550, Michel de Viry étant disparu avant 1544,. Mais dès avant 1550, endetté, Beaufort doit céder la possession de Rolle, Mont-le-Vieux et Coppet à son garant et ami Michel de Gruyère, baron d'Aubonne, qui lui-même doit les engager en 1550 au vu de ses propres problèmes d'argent : en fait, la baronnie de Coppet passe définitivement en d'autres mains vers 1553/1554. Quant au château, il est incendié en 1536/1537 par les Bernois lancés à la conquête du Pays de Vaud.

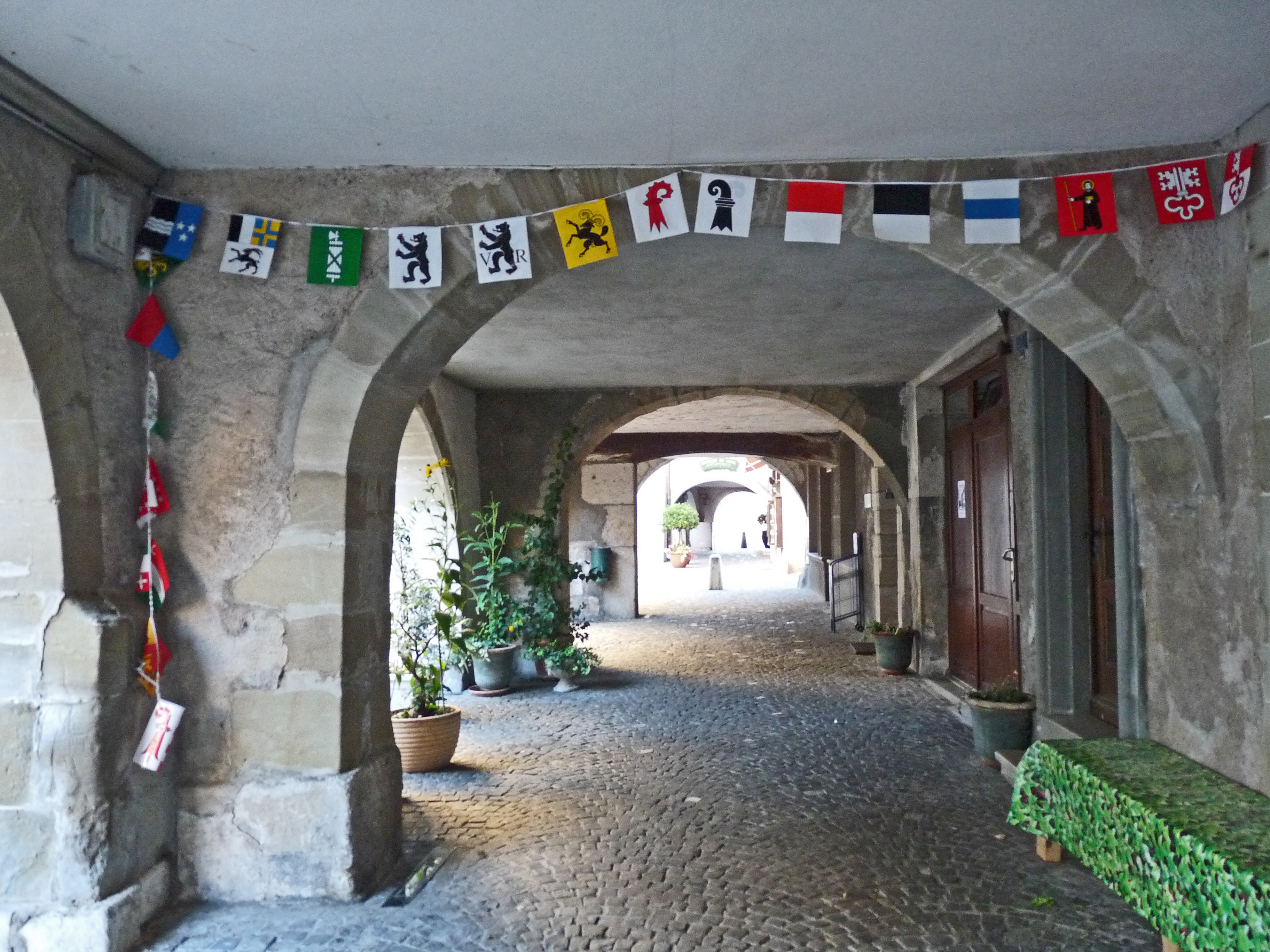
Maisons à arcades du XVIe siècle au centre de Coppet.

En 1572, Claude-Antoine de Vienne de Clervans († 1588 ; descendant de l'amiral de Vienne) acquiert Coppet, mais la République de Berne s'en empare car, huguenot, Claude-Antoine de Vienne s'était porté caution d'un emprunt de Condé envers Berne. Le 4 avril 1601, Messieurs de Berne vendent au duc de Lesdiguières, qui cède le 10 avril 1621 à Daniel Ier de Bellujon, un chef huguenot proche de Lesdiguières, suivi de son fils Daniel II. Vente de la baronnie de Coppet le 27 juin 1657 à Frédéric de Dohna (1621-† en 1688 à Coppet), gouverneur d'Orange, acquéreur de Prangins en 1660 ; son fils Alexandre de Dohna (né en 1661 à Coppet-1728), élève de Bayle, feld-maréchal et diplomate prussien (cf. Friedrich von Dohna, père d'Alexander zu Dohna), vend à Sigismond d'Erlach le 2 août 1713, et ce dernier vend à son tour le 8 mai 1715 à Jean-Jacques Hoguer, banquier saint-gallois ruiné par la banqueroute de Law en 1720, et suivi par sa belle-sœur Marie-Elisabeth Locher qui cède à Gaspard de Smeth († 1771), négociant livournais venu de Francfort. Ce dernier est suivi par son fils enfant Juste-Raymond de Smeth (1760-1772), puis son neveu Juste-Raymond von der Lahr, qui vend le 1er mai 1780 à Pierre-Germain de Thélusson (1767-1831), fils puîné de Georges-Tobie (1728-1776) (un banquier associé à Necker ; on trouve aussi que c'est lui qui serait baron de Coppet — l'acquisition daterait alors d'avant 1777 — ou encore son fils aîné Paul-Louis (1757-1801) ; en fait, c'est la veuve de Georges-Tobie qui l'achète en 1780 pour son dernier fils Pierre-Germain). Le 3 mai 1784, vente par les Thélusson/Thellusson à Jacques Necker (1732-1804).
Le château qui domine la localité a acquis une grande notoriété depuis son acquisition en 1784 par Necker, ministre des finances de Louis XVI. À sa mort, en 1804, le somptueux édifice est devenu la résidence de sa fille, Germaine de Staël. Au début du XIXe siècle, la bourgade de Coppet, dans le canton de Vaud, sortit de son isolement pendant quelques ans : Mme de Staël s'y réfugia, condamnée à l'exil par Napoléon. Elle réunit dans son château les plus illustres représentants de la vie culturelle et politique de l'époque. Coppet devint même durant un temps le centre de la résistance à Napoléon. À la mort de Mme de Staël (1766-1817), les célébrités quittèrent le village qui redevint ce qu'il était, mais ses descendants conservent le domaine de Coppet.
Le 24 avril 1990, y est assassiné Kazem Radjavi, opposant au régime iranien.

## Monuments

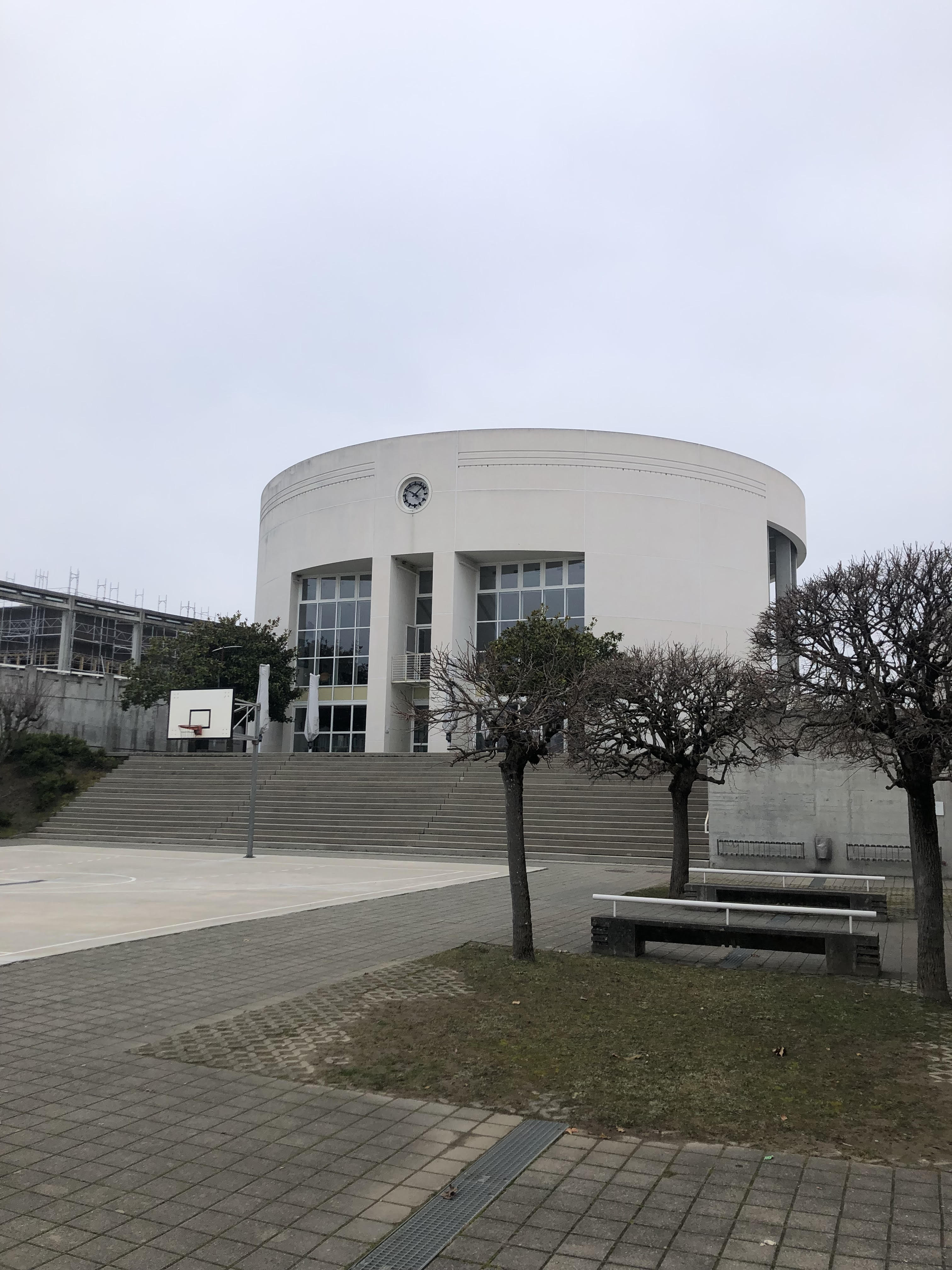
Théâtre de Terre-Sainte

Outre les maisons historiques du XVIe siècle au XIXe siècle, le temple réformé (ancienne église gothique) et le château de Coppet sont inscrits comme biens culturels suisses d'importance nationale. La commune possède un théâtre sur ses terres, le Théâtre de Terre-Sainte.

## Accès au lac
Coppet, malgré ses quelque 3,7 kilomètres de rive, ne permet quasiment pas d'accéder au Léman, des propriétés privées empêchant l'accès au rivage.

## Personnalités
- Jacques Necker, ministre des finances de la France sous Louis XVI, achète le château en 1784 et y réside de 1790 jusqu'à sa mort en 1804.
- Germaine de Staël, fille de Necker.
- François Rodolphe de Weiss (1751-1818), homme politique, écrivain et officier.
- Adam Vulliet (1814-1892), écrivain protestant.
- Francine Moreillon (née en 1969), skieuse suisse.
- Nelly Kaplan (1931-2020), réalisatrice, a tourné son film Néa à Coppet.
- Ian Fleming auteur et créateur de James Bond a habité Coppet en  1930.

## Transports
- Réseau de bus des transports publics de la région nyonnaise (TPN) avec Nyon ou la France voisine (Divonne-les-Bains)
- Débarcadère pour les bateaux de la CGN (Port de Coppet)
- Sur la ligne ferroviaire Lausanne - Genève avec la gare de Coppet
- Autoroute A1, Sortie 10 (Coppet)

## Paroisses
- Paroisse catholique Saint-Robert
- Paroisse protestante de Commugny-Coppet